# Кербишли, Алан
Ллевеллин Чарльз "А́лан" Ке́рбишли (англ. Alan Curbishley; родился 8 ноября 1957 года) — английский футболист и футбольный тренер.

## Ранние годы
Алан  — один из пяти детей лондонского портового грузчика и его жены. Семья проживала в километре от станции метро Вест Хэм. Его старший брат Билл Кербишли — музыкальный продюсер и промоутер, работавший среди прочих с группой The Who.

## Карьера игрока
В 16 лет, окончив среднюю школу, Кербишли подписал свой первый профессиональный контракт с клубом «Вест Хэм Юнайтед». В марте 1975 года из-за травм целого ряда игроков впервые вышел на замену в матче основного состава против «Эвертона». Первый гол полузащитника Кербишли случился в октябре 1975 года в домашней встрече против «Ньюкасла»,  заменив травмированного Тревора Брукинга. Он также принял участие в матчах Кубка обладателей Кубков УЕФА сезона 1975/76, где его клуб дошёл до финала. Однако в играх полуфинала с  «Айнтрахтом» и решающей игре в Брюсселе с «Андерлехтом» Кербишли на поле не было.
Из-за конфликта с тренером Джоном Лайаллом в 1979 году, Алан был вынужден перейти в «Бирмингем» за 225 тысяч фунтов стерлингов, где провёл четыре года, почти всегда имея постоянное место в составе. В 1983 году он перебрался в другой бирмингемский клуб — «Астон Виллу». Продержался там лишь сезон из-за смены тренеров. Его карьеру в «Чарльтоне» и особенно в клубе «Брайтон энд Хоув Альбион», которому он помог перебраться из третьего дивизиона во второй, можно признать успешной. В 1990 году он вернулся в «Чарльтон Атлетик». Играл он там редко, всё больше выполняя функцию играющего тренера. В 1991 он возглавил команду.

## Карьера тренера
Алан Кербишли после ухода Ленни Лоуренса с тренерского поста стал руководить «Чарльтоном» совместно со Стивом Гриттом, а с сезона 1995/96 — самостоятельно. Его характеризовали вдумчивый подход к работе, бережливость и умение находить малоизвестных игроков, как местных, так и из других клубов. Под его руководством в «Чарльтоне» раскрылись Ли Бойер, Скотт Паркер , Дэнни Миллз и Даррен Бент. Под руководством Кербишли «Чарльтон» дважды выходил в АПЛ, во второй раз сумев закрепиться в ней на долгое время. В 2006 году Кербишли рассматривался как один из главных кандидатов на пост тренера сборной Англии, но в итоге назначение получил Стив Макларен. Тем не менее, по итогам сезона-2005/06 Кербишли ушёл в отставку после 729 игр в качестве тренера «Чарльтона» — всего на одну меньше, чем у рекордсмена клуба Джимми Сида, работавшего в середине XX века.
После непродолжительной работы футбольным экспертом на одном из британских телеканалов в декабре 2006 года Кербишли принял предложение возглавить «Вест Хэм», находившийся в сложном положении. Под его руководством команда одержала семь побед в девяти матчах, а победа в финальном матче сезона над «Манчестер Юнайтед» со счётом 1:0 позволила ему сохранить место в Премьер-лиге. Ушёл Кербишли громко и со скандалом из клуба 2 сентября 2008 года отнюдь не из-за низких спортивных результатов (в первых трёх играх было набрано 6 очков), а по причине конфликта с руководством клуба, без согласия тренера продавшего в другие команды двоих лидеров — Энтона Фердинанда и Джорджа Маккартни. Кербишли вернулся для работы на телевидение и отклонил сразу несколько выгодных предложений от ряда клубов Великобритании. 3 ноября 2009 года тренер выиграл дело против руководства «Вест Хэма». Арбитражный суд признал увольнение Кербишли незаконным и распорядился выплатить из казны клуба в качестве компенсации £2,2 млн.
В сентябре 2012 года Кербишли рассматривался в качестве замены Оуэну Койлу на пост главного тренера «Болтона», но в итоге вакантное место занял Дуги Фридмен. 25 декабря 2013 года Кербишли был назначен техническим директором «Фулхэма».

## Награды

### В качестве игрока
Вест Хэм Юнайтед
- Молодёжный кубок Англии по футболу  : 1974/75

 Бирмингем Сити
- Победитель Чемпионата второго  дивизиона Футбольной лиги:1979/80

 Чарльтон Атлетик
- Победитель Чемпионата второго  дивизиона Футбольной лиги: 1985/86

 Брайтон энд Хоув Альбион
- Победитель Чемпионата третьего дивизиона Футбольной лиги: 1987/88

### В качестве тренера
Чарльтон Атлетик
- Первый дивизион Футбольной лиги, победитель плей-офф: 1997/98
- Первый дивизион Футбольной лиги, победитель регулярного сезона: 1999/2000

Трижды признавался тренером месяца в АПЛ. Тренер года-2000 по версии Ассоциации главных тренеров лиги (LMA).